# José Bellver y Collazos
José Bellver y Collazos (Ávila, 1824-Madrid, 14 de mayo de 1869) fue un escultor español. Era hijo de Francisco Bellver y Llop, sobrino de Pedro Bellver y Llop, hermano de Mariano y Francisco Bellver y Collazos y tío de Ricardo Bellver Ramón, todos ellos escultores.

## Biografía y obra
Se formó inicialmente en el taller familiar y, más adelante, en Madrid como discípulo de José Tomás en la Real Academia de Bellas Artes de San Fernando, de la que llegó a ser miembro. 
A partir de 1848 completó su formación en Roma pensionado por la Academia, destino soñado por la mayor parte de los artistas de la época. De vuelta a España participó con éxito en la Exposición Nacional de Bellas Artes de 1862 en la que obtuvo primera medalla por su obra Matatías, en la que se aprecia una clara influencia de Miguel Ángel. En 1864 obtuvo igual premio con el grupo escultórico Aquiles y Pentesilea.
Realizó numerosas obras de carácter religioso, como el cristo yacente que esculpió para el Convento de San Pascual, en Aranjuez, así como diferentes trabajos de ornamentación escultórica como los dos leones de Médici de piedra que se encuentran el los jardines de Monforte, en Valencia, que primitivamente estuvieron destinados al Congreso de los Diputados donde nunca llegaron a colocarse al considerarse que eran de pequeño tamaño para esta ubicación.